# Michel Mollat du Jourdin
Michel Mollat du Jourdin (Ancenis, 13 juli 1911- Reims, 11 november 1996) was een Franse historicus.
Mollat du Jourdin was een mediëvist en onder meer gespecialiseerd in maritieme geschiedenis. Daarnaast besteedde hij een belangrijk deel van zijn onderwijs en studies aan het ontstaan en wezen van de armoede en de economische, sociale, religieuze en morele aspecten ervan. Hij was als hoogleraar verbonden aan de Universiteit van Besançon en Lille. Vanaf 1958 werkte hij aan de Sorbonne in Parijs. Daarnaast was hij president van een Internationale Commissie ter bestudering van de Maritieme Geschiedenis en hoofdredacteur van de International Maritime History Series.  Hij was lid van de Académie des inscriptions et belles-lettres.
De historicus werd geboren al Michel Mollat, maar vanaf 1952 werd zijn achternaam officieel veranderd in Mollat du Jourdin. Twee van zijn boeken werden vertaald in het Nederlands.